# دنیاگیری کووید-۱۹ در مالدیو
دنیاگیری کووید-۱۹ در مالدیو بخشی از دنیاگیری بیماری کروناویروس ۲۰۱۹ در جهان است. اولین مورد تأیید شده در مالدیو در ۷ مارس ۲۰۲۰ اعلام شد.